# 交界處風車路 (亞利桑那州)
交界處風車路（英語：Road Junction Windmill）是位於美國亞利桑那州馬里科帕縣的一個非建制地區。該地的面積和人口皆未知。

## 地理
交界處風車路的座標為34°00′37″N 111°57′21″W / 34.01028°N 111.95583°W，而該地的平均海拔高度為960米（即3150英尺）。